# Besenhorster Sandberge und Elbsandwiesen

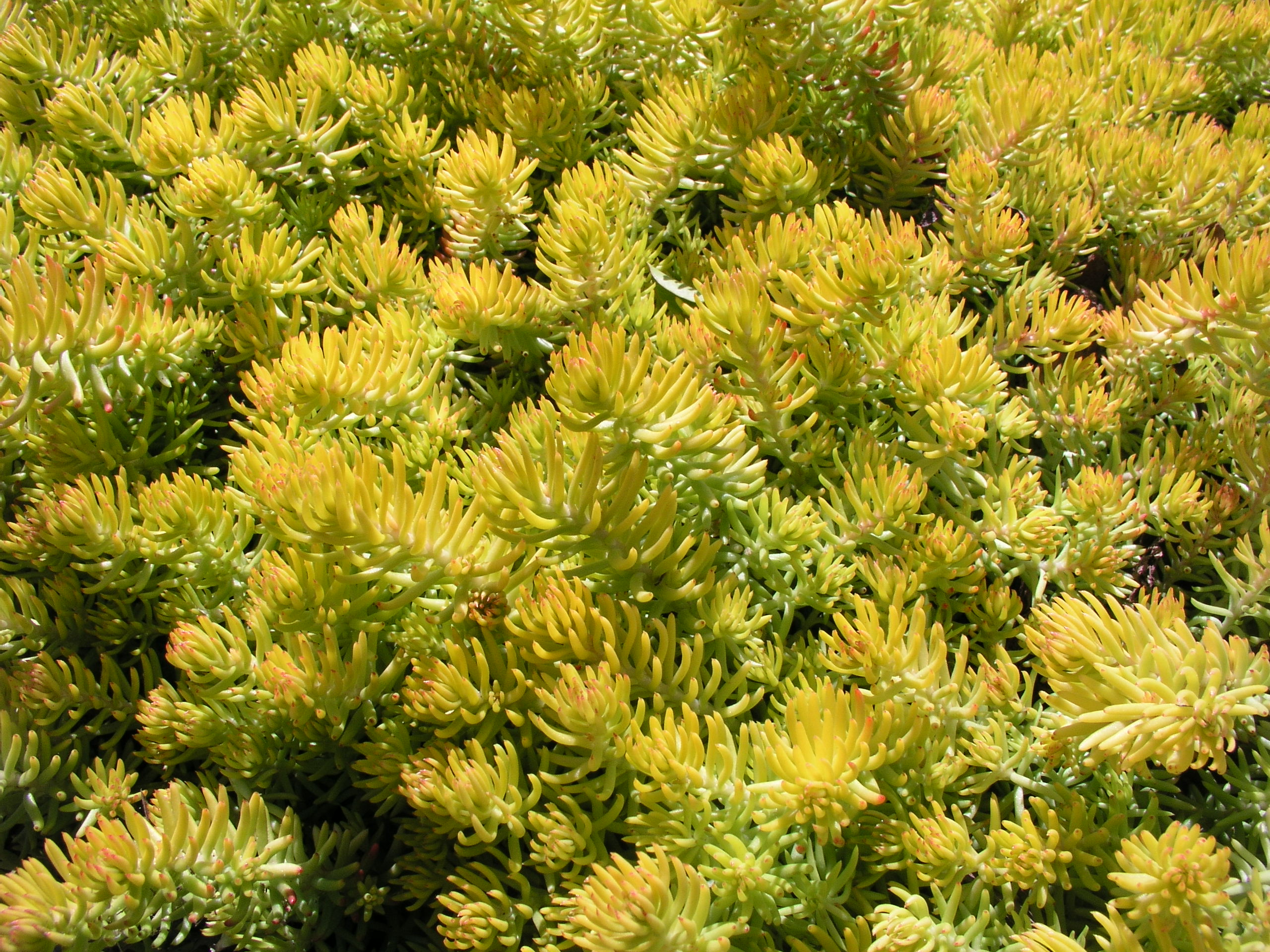
Habitus von Felsen-Fetthenne (Sedum rupestre)

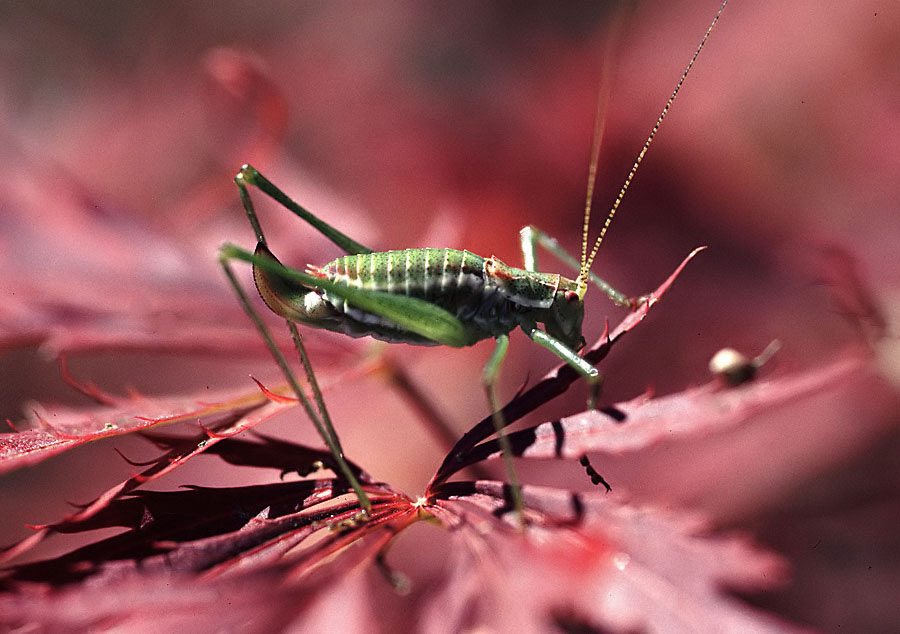
Gestreifte Zartschrecke

Die Besenhorster Sandberge und Elbsandwiesen sind ein Naturschutzgebiet im Kreis Herzogtum Lauenburg in Schleswig-Holstein. Das Naturschutzgebiet zeichnet sich durch seinen trockenen, kalkreichen Sandrasen, seine Dünen und Silbergrasfluren sowie seine alten Eichenwälder aus. Es ist Teil des Europäischen ökologischen Netzes Natura 2000. Es schließt unmittelbar an das Hamburger Naturschutzgebiet Borghorster Elblandschaft an.

## Besondere Charakteristika
Das Naturschutzgebiet ist seit dem Bau der Geesthachter Schleuse im Jahre 1955 nicht mehr der natürlichen Dynamik eines Flusstales unterworfen. In den Flutmulden steigt jedoch bei Hochwasser das Wasser an, obwohl sie durch einen Deich von der Elbe getrennt sind. Grundsätzlich ist ein kleinräumiger Wechsel von nassen und trockenen Standorten vorhanden. Es finden sich eine Reihe von Arten hier, die sonst für kontinentaler geprägte Klimabereiche typisch sind. Durch Beweidung und Mahd soll verhindert werden, dass das Naturschutzgebiet verwaldet.
Auf dem Gelände des Naturschutzgebietes befinden sich zahlreiche Ruinen der früheren Pulverfabrik Düneberg.

## Flora
Im Naturschutzgebiet kommen unter anderem Grasnelke, Mauerpfeffer, Felsen-Fetthenne vor. An den feuchteren Standorten finden sich Brenndolde, Wiesen-Goldstern und Feld-Mannstreu.

## Fauna
Im Gebiet kommen mehrere Heuschreckenarten vor. Die Gestreifte Zartschrecke hat nach derzeitigem Erkenntnisstand hier ihr nordwestlichstes Vorkommen in Deutschland. Das Gebiet wird vor allem im Winter von zahlreichen Vogelarten genutzt. Als Brutvogel kommen außerdem Nachtigall, Kleinspecht und Grünspecht vor. Sowohl Binnendünen als auch Niederungen stellen für die Heidelerche und den Neuntöter wichtige Lebensräume dar und sind als Vogelschutzgebiet gekennzeichnet. Gehölzentnahmen, Beweidung und Mahd verhindern die vollständige Bewaldung der Dünen- und Wiesenflächen, sodass ideale Nahrungs- und Brutbedingungen geschaffen werden.

Ruinen der Pulverfabrik Düneberg im Naturschutzgebiet 'Besenhorster Sandberge und Elbsandwiesen'
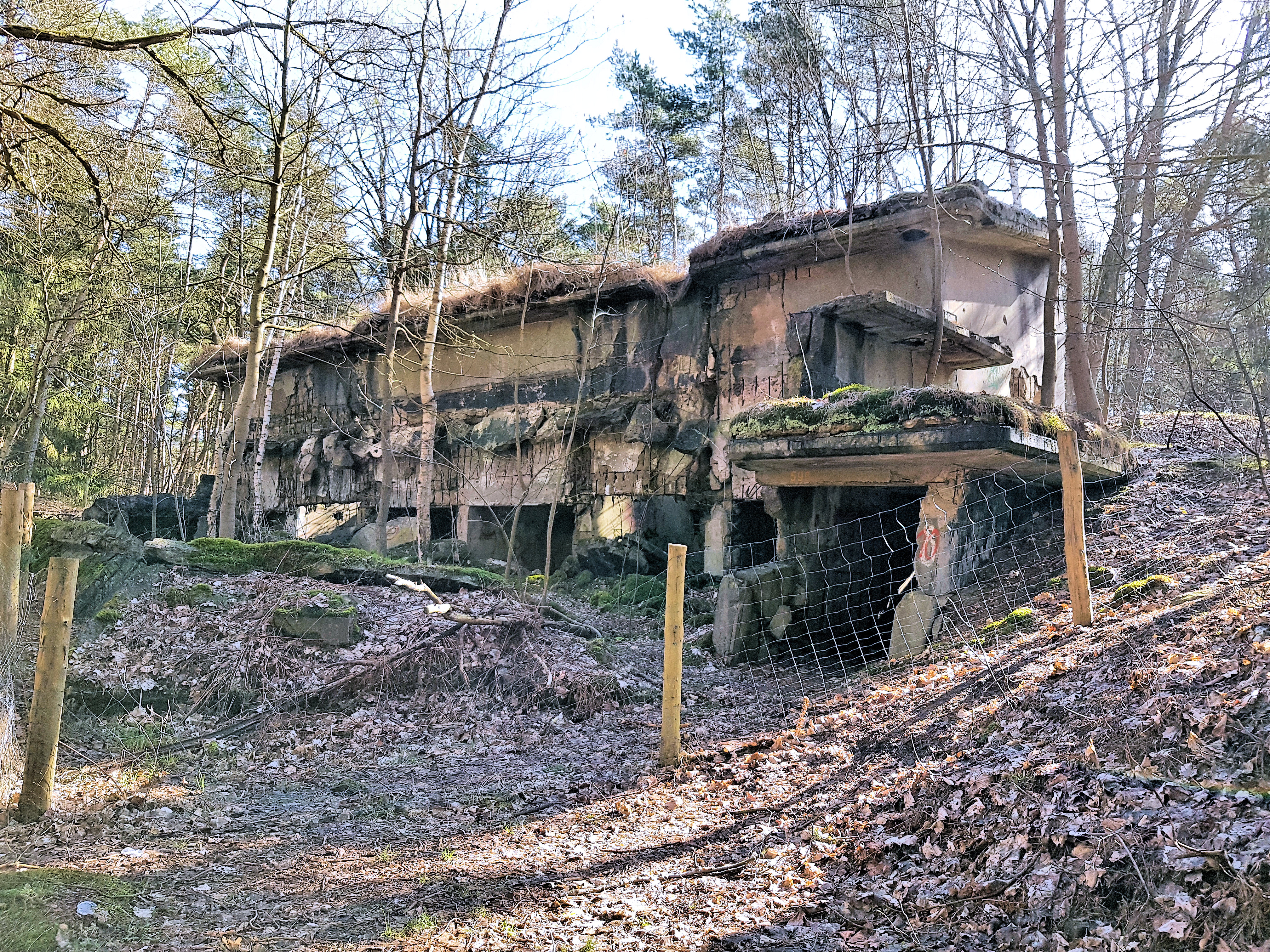
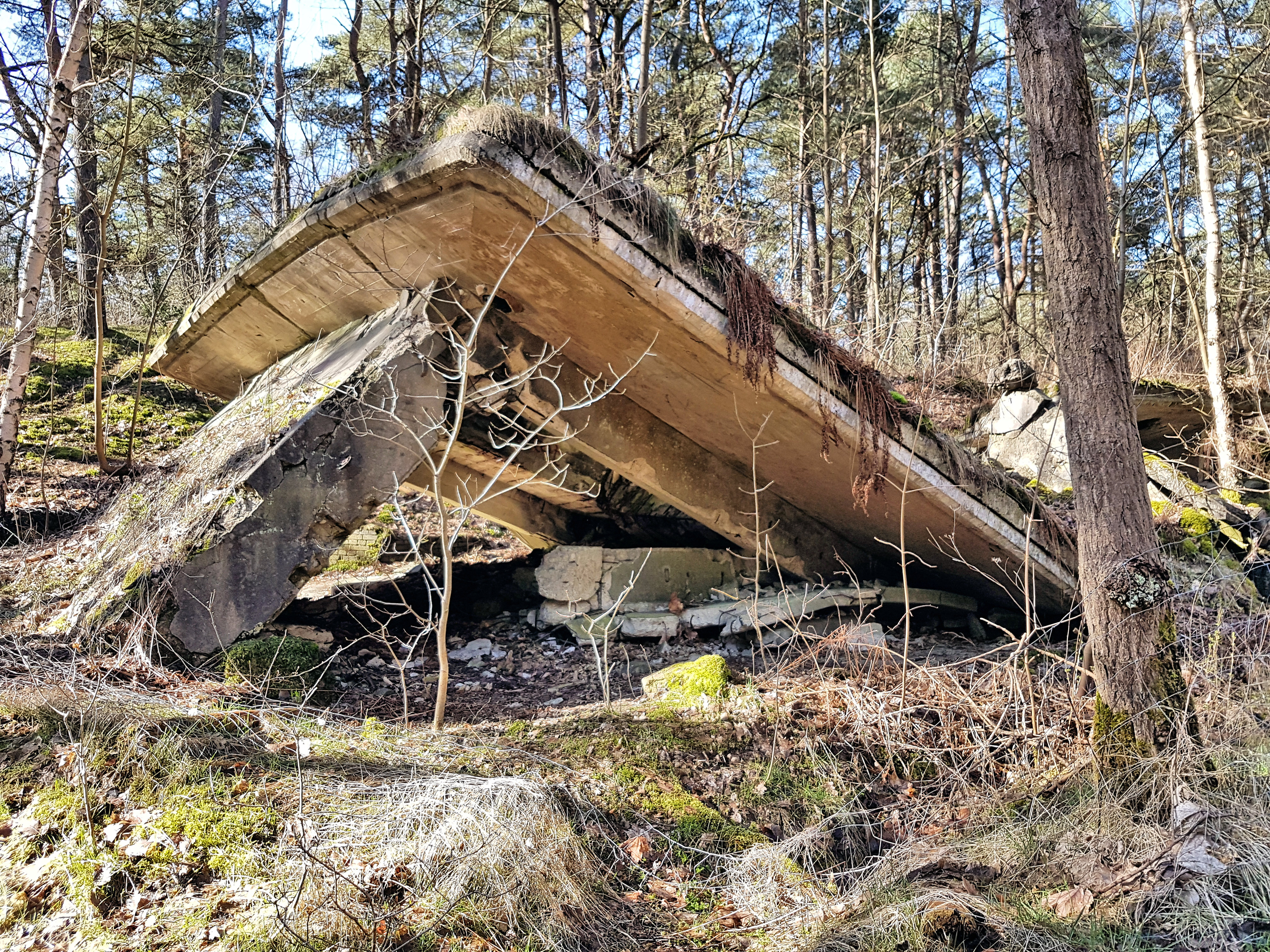
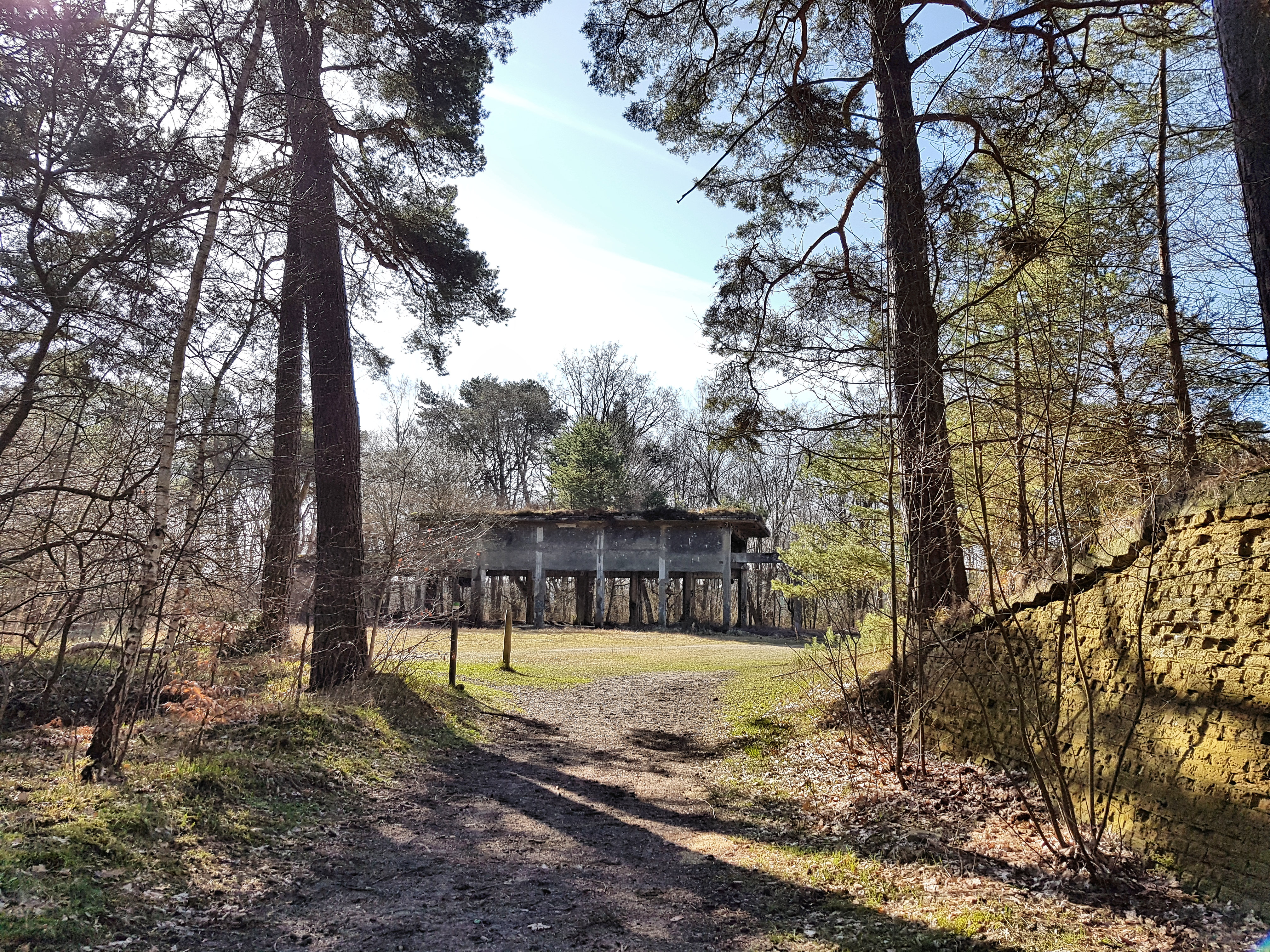